# Jozo Jakiša
Jozo Jakiša (Čapljina, 21. travnja 1950.), pjesnik.
Rođen od oca Ante i majke Ive, zanimanjem, po vlastitom priznanju "kartorupobušač, kondukter", a trenutačno u mirovini.
Prva objavljena knjiga je "Naviljak drače", a druga knjiga je objavljena u nakladničkoj cjelini Biblioteka Susreti, u izdanju Sekcije pisaca-radnika Crne Gore, iako nije Crnogorac, pod naslovom "Privezan na sidrištu" (može se naći u NSK u Zagrebu, signatura 627.159). Kasnije djelovanje obilježava početak domovinskog rata, u kojem aktivno sudjeluje, i koji ostavlja snažan i neizbrisiv trag na napisane i objavljene pjesme, u kojima se osim iskustava s ratišta, nalazi i velika doza socijalne angažiranosti, kako u opisu problema maloga čovjeka, a još više o poslijeratnim problemima malog čovjeka-ratnika.
U posljednjoj objavljenoj knjizi, ostaje socijalna dimenzija, no ispričana kroz gotovo zaboravljene riječi rodnoga kraja, u pokušaju oživljavanja ili barem očuvanja zaboravljenog jezika predaka. Trenutno živi i radi u rodnoj Čapljini.

## Djela
- Naviljak drače, 1987.
- Privezan na sidrištu, 1989.
- Na raskrižju uma, 1997.
- I prebirem pirevinu, 1998.
- Šoldara, 2002.
- Netko porta, 2006.
- Moja zanovjetanja, 2010.
- U morebitnom zaleđu, 2012.[1]